# Songgyungwan
Songgyungwan hay Thành Quân quán là cơ sở giáo dục cao nhất được thiết lập trong thời kỳ Cao Ly và Triều Tiên. Nó được mở cửa vào năm 992 bao gồm đền thờ Taesong, sảnh Myongnyun cùng 20 công trình khác, bao gồm cả một trong những tòa nhà bằng gỗ lớn nhất còn tồn tại ở Bắc Triều Tiên. Nó nằm cách trung tâm thành phố Kaesong hai km về phía đông bắc. Kể từ năm 1987, đây cũng là nơi đặt Bảo tàng Cao Ly. Quần thể này được xếp hạng là Quốc bảo Triều Tiên số 127 và là một phần của Di sản thế giới Các địa điểm và di tích lịch sử tại Kaesong.

## Lịch sử
Ban đầu nó được biết đến như là một công trình trong quần thể cung điện Taemyon. Nó được xây dựng bởi vị vua thứ 11 của vương triều Cao Ly là Văn Tông và được chỉ định là một học viện giảng dạy chính vào năm 1089. Tên gọi Thành Quân quán được đặt vào năm 1308. Năm 1592, nó bị phá hủy bởi hỏa hoạn trong Chiến tranh Nhật-Triều. Hai mươi tòa nhà được xây dựng lại từ năm 1602 tuân thủ các đặc điểm cần có của một cơ sở giáo dục Nho giáo thời kỳ đó. Một trong những nhân vật nổi tiếng của Thành Quân quán là học giả Trịnh Mộng Chu khi ông đã vượt qua kỳ thi và trở thành giáo viên môn Tân Nho giáo vào năm 1367. Nó vẫn là trung tâm học tập quốc gia cho đến khi thủ đô được chuyển đến Hansǒng dưới triều đại nhà Triều Tiên, nơi mà Đại học Sungkyunkwan hiện tại trở thành đại học quốc gia mới.